# ساندویچ صبحانه
ساندویچ صبحانه به هر ساندویچی گفته می‌شودکه با غذاهایی مرتبط با صبحانه پر شده باشد. ساندویچ‌های صبحانه در رستوران‌های فست فود و اغذیه‌فروشی‌هاسرو می‌شوند، در سوپرمارکت‌ها فروخته شده و معمولاً در خانه تهیه می‌گردند. انواع مختلف ساندویچ صبحانه شامل ساندویچ بیکن، ساندویچ تخم‌مرغ، ساندویچ سوسیس و ترکیب‌های مختلفی مانند ساندویچ بیکن، تخم‌مرغ و پنیر هستند. ساندویچ صبحانه با رول صبحانه مرتبط است.

## نمای کلی

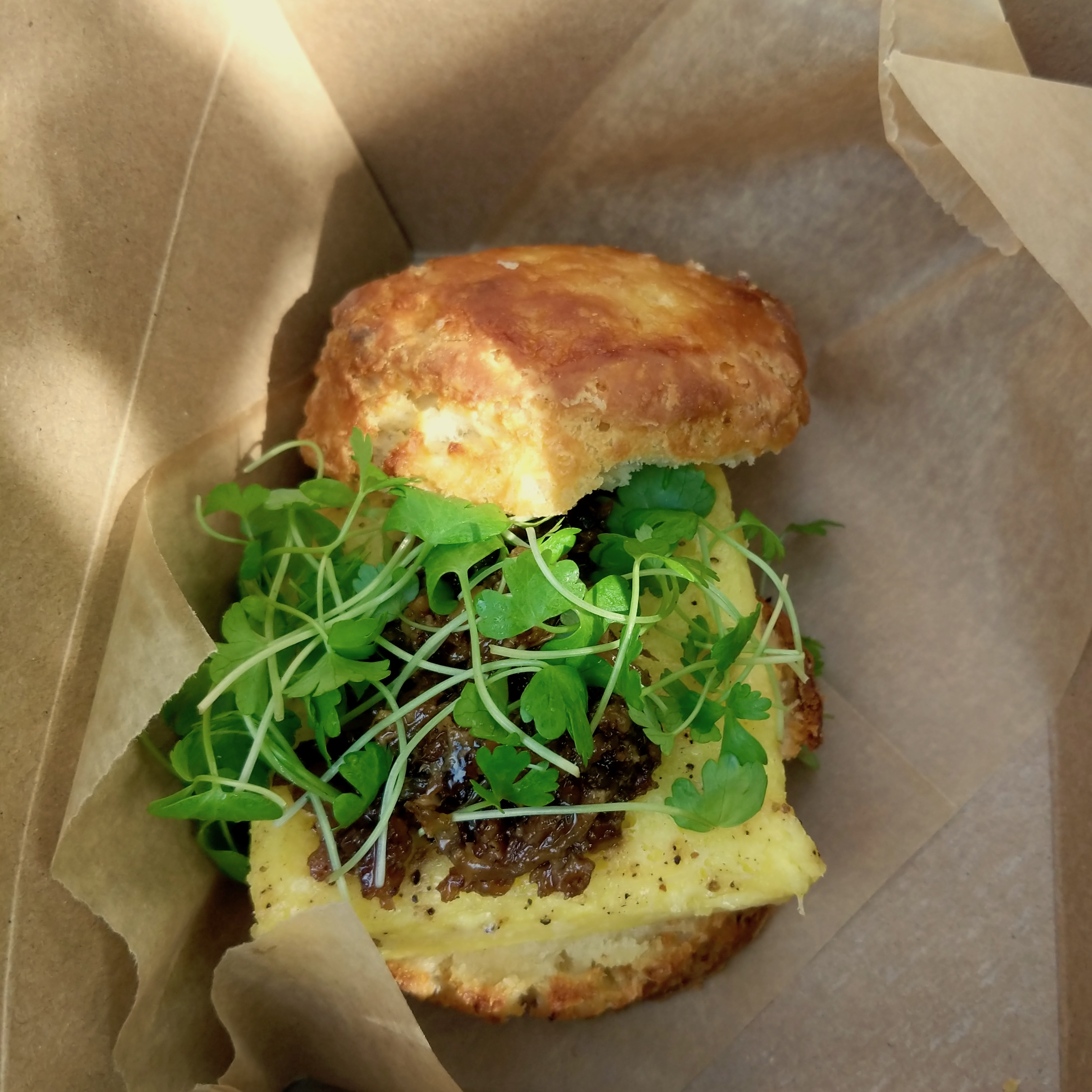
ساندویچ صبحانه شامل تخم مرغ ، مربای بیکن و میکروگرین‌ها روی بیسکویت دوغ کره‌ای

ساندویچ‌های صبحانه معمولاً با استفاده از گوشت‌های صبحانه (معمولاً گوشت‌های نمک‌سود شده مانند سوسیس، سوسیس برشته، بیکن ، ژامبون روستایی، اسکرپل ، اسپم و رول گوشت خوک)، نان‌ها، تخم‌مرغ و پنیر تهیه می‌شوند. این ساندویچ‌ها معمولاً تا زمانی که رستوران‌های فست فود شروع به سرو صبحانه نکردند، غذاهای مخصوص منطقه‌ای بودند. به دلیل اینکه انواع رایج نان‌ها، مانند بیسکویت ، نان شیرینی حلقوی و مافین انگلیسی از نظر اندازه مشابه نان‌های همبرگر فست فود بودند، انتخاب واضحی برای رستوران‌های فست فود به حساب می‌آمدند. برخلاف سایر اقلام صبحانه، این ساندویچ‌ها برای نوآوری سفارش از داخل خودرو بسیار مناسب بودند. این ساندویچ‌ها همچنین به یکی از مواد اصلی بسیاری از فروشگاه‌های زنجیره‌ای تبدیل شده‌اند.

## تاریخچه
اگرچه مواد اولیه ساندویچ صبحانه برای قرن‌ها در وعده‌های صبحانه در کشورهای انگلیسی‌زبان رایج بوده‌اند، اما تا قرن نوزدهم در ایالات متحده بود که مردم شروع به خوردن منظم تخم‌مرغ، پنیر و گوشت در یک ساندویچ کردند. ساندویچ‌های بیکن، تخم‌مرغ و پنیر پس از جنگ داخلی آمریکا به طور فزاینده‌ای محبوب شدند و غذای مورد علاقه پیشگامان در زمان گسترش غربی آمریکا بودند.

## انواع نان مورد استفاده

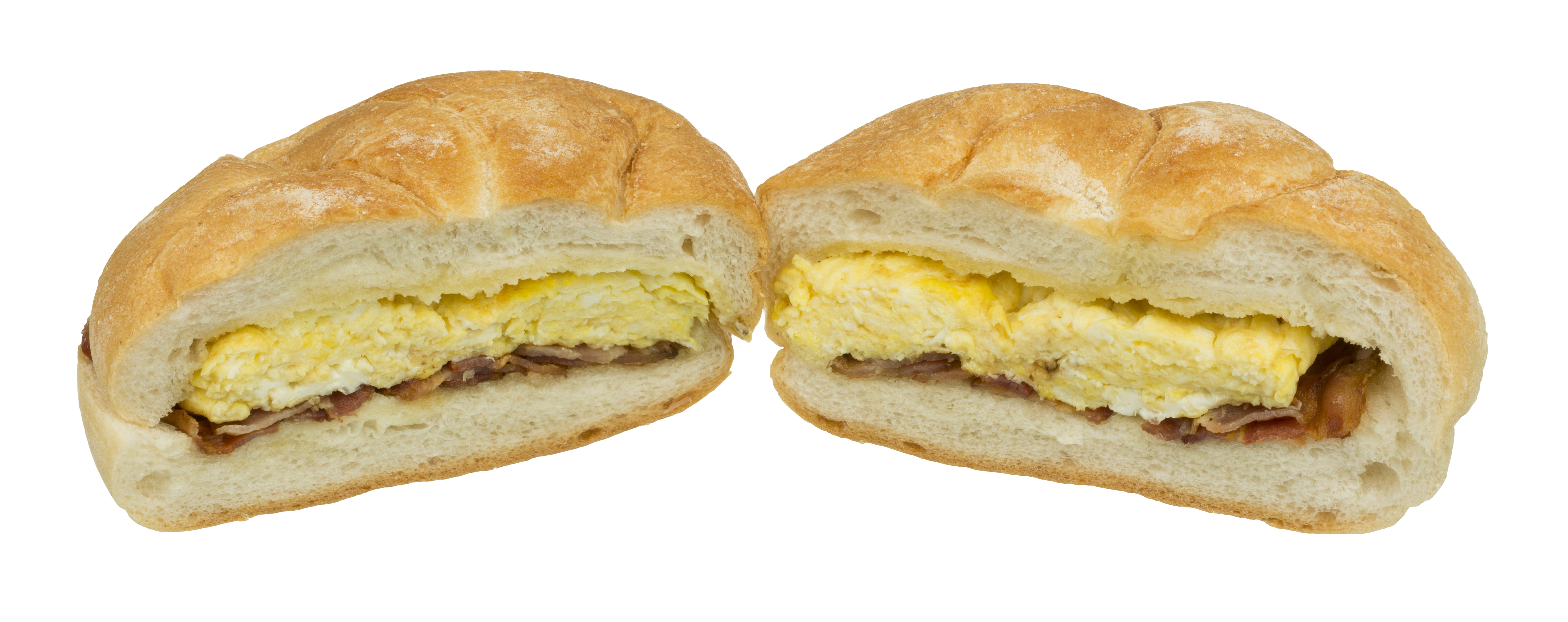
ساندویچ رول شده بیکن و تخم مرغ به سبک نیویورکی

انواع مختلفی از نان برای تهیه ساندویچ صبحانه وجود دارد:
- ساندویچ صبحانه سفت : ساندویچ صبحانه سنتی نیویورک، نیوجرسی و کنتیکت شامل یک نان سفت، تخم مرغ، پنیر و سوسیس، بیکن یا ژامبون است. اعتقاد بر این است که این ساندویچ یکی از اولین انواع ساندویچ صبحانه در ایالات متحده است. در نیوجرسی ، یک ساندویچ صبحانه رایج، صبحانه جرسی است که از نان گوشت خوک ، تخم مرغ و پنیر روی یک نان زمل تشکیل شده است. [۱] در ایرلند ، یک ساندویچ صبحانه حاوی موادی مانند سوسیس، بیکن، پودینگ سفید یا سیاه ، کره، قارچ ، گوجه فرنگی و سس گوجه فرنگی یا سس قهوه ای است. [۲] در برخی موارد ممکن است به آن تخم مرغ سرخ شده یا هش براون اضافه شود. این مواد بین آشپزها و رستوران ها متفاوت است.
- بیسکویت : شامل یک بیسکویت بزرگ ورقه شده است که روی آن گوشت، پنیر یا تخم مرغ سرو می‌شود. بیسکویت‌های محبوب عبارتند از: بیسکویت سوسیس، [۳] بیکن، گوجه فرنگی و ژامبون روستایی . برخی از رستوران‌های فست فود فیله‌های مرغ سوخاری کوچک را روی بیسکویت سرو می‌کنند. اغلب تخم مرغ همزده و/یا پنیر آمریکایی اضافه می‌شود.
- ساندویچ‌های بیگل: به دلیل ارتباطشان با گروه‌های قومی آلمانی و یهودی ، ساندویچ‌های بیگل اغلب دارای موادی هستند که در این جوامع محبوب هستند. گوشت‌های آماده، بیکن کانادایی ، ماهی آزاد یا سایر ماهی‌های دودی و پنیر خامه‌ای محبوب هستند.
- مافین انگلیسی: معمولاً حاوی تخم مرغ و پنیر به همراه سوسیس صبحانه یا ژامبون است. اغلب در فروشگاه‌های فست فود آمریکایی مانند مک‌دونالد و استارباکس سرو می‌شود.
- نان تست : نان تست یکی از قدیمی‌ترین انواع ساندویچ صبحانه است و از نظر شکل، نزدیک‌ترین نوع به ساندویچ اصلی است. در حالی که ممکن است هر تعداد غذایی روی نان تست سرو شود، تخم مرغ و بیکن بیشترین ارتباط را با صبحانه دارند.
- نان‌های مخصوص: برگر کینگ از کروسان برای تهیه ساندویچ صبحانه‌ای به نام کروسانویچ یا ساندویچ کروسان، بسته به بازار، استفاده می‌کند. مک‌دونالد، مواد بیسکویتی سنتی خود را روی ساندویچ‌های تهیه شده از پنکیک‌های طعم‌دار شده با افرا به نام مک‌گریدلز ارائه می‌دهد. دانکین دوناتس ساندویچ وافل مشابهی با مک‌گریدلز دارد. این ساندویچ‌ها را می‌توان در فروشگاه‌های فست فود آمریکایی در سراسر جهان یافت. کانگورو برندز انواع ساندویچ‌های صبحانه را با نان پیتا تهیه می‌کند.